# Christophe Capelle
Christophe Capelle (Compiègne, 15 de agosto de 1967) es un deportista francés que compitió en ciclismo en las modalidades de pista, especialista en la prueba de persecución por equipos, y ruta.
Participó en dos Juegos Olímpicos de Verano, en los años 1996 y 2000, obteniendo una medalla de oro en Atlanta 1996, en la prueba de persecución por equipos (junto con Philippe Ermenault, Jean-Michel Monin y Francis Moreau).

## Medallero internacional
| Juegos Olímpicos | Juegos Olímpicos         | Juegos Olímpicos | Juegos Olímpicos        |
| Año              | Lugar                    | Medalla          | Competición             |
| ---------------- | ------------------------ | ---------------- | ----------------------- |
| 1996             | Atlanta (Estados Unidos) | Medalla de oro   | Persecución por equipos |

## Palmarés
1991
- 1 etapa del Tour del Mediterráneo

1994
- 3.º en el Campeonato de Francia en Ruta

1995
- 1 etapa del Circuit de la Sarthe
- 1 etapa del Tour de Limousin

1996
- Campeonato Olímpico Persecución por Equipos (haciendo equipo con Philippe Ermenault, Jean-Michel Monin y Francis Moreau)
- 1 etapa del Tour de l'Oise
- 1 etapa del Critérium Internacional

1998
- 1 etapa de la París-Niza

2000
- Campeonato de Francia en Ruta

## Resultados en Grandes Vueltas
| Carrera         | 1991 | 1992  | 1993  | 1994 | 1995 | 1996 | 1997 | 1998 | 1999  | 2000 | 2001  | 2002 |
| --------------- | ---- | ----- | ----- | ---- | ---- | ---- | ---- | ---- | ----- | ---- | ----- | ---- |
| Giro de Italia  | Ab.  | 106.º | Ab.   | -    | -    | -    | -    | -    | -     | -    | -     | -    |
| Tour de Francia | -    | -     | 115.º | Ab.  | Ab.  | Ab.  | -    | -    | 115.º | -    | 123.º | -    |
| Vuelta a España | -    | -     | -     | -    | -    | -    | -    | Ab.  | -     | -    | -     | -    |